# Gand-Wevelgem 1968
La Gand-Wevelgem 1968, trentesima edizione della corsa, si svolse il 16 aprile su un percorso di 246 km, con partenza a Gand e arrivo a Wevelgem. Fu vinta dal belga Walter Godefroot della Flandria-De Clercq-Kruger davanti al belga Willy Van Neste e all'italiano Felice Gimondi.

## Ordine d'arrivo (Top 10)
| Pos. | Corridore              | Squadra                   | Tempo    |
| ---- | ---------------------- | ------------------------- | -------- |
| 1    | Walter Godefroot       | Flandria-De Clercq-Kruger | 5h50'00" |
| 2    | Willy Van Neste        | Bic                       | s.t.     |
| 3    | Felice Gimondi         | Salvarani                 | s.t.     |
| 4    | André Planckaert       | Goldor-Hertekamp-Herta    | s.t.     |
| 5    | Bernard Vandekerckhove | Pelforth-Sauvage-Lejeune  | s.t.     |
| 6    | Roger Cooreman         | Mann-Grundig              | s.t.     |
| 7    | Herman Van Springel    | Mann-Grundig              | a 32"    |
| 8    | Rik Van Looy           | Willem II-Gazelle         | a 40"    |
| 9    | Eddy Merckx            | Faema-Faemino             | s.t.     |
| 10   | Jaak De Boever         | Smith's                   | s.t.     |